# Fusarium oxysporum
Fusarium oxysporum là một loài Ascomycetes trong họ Nectriaceae. Loài này được Schltdl miêu tả khoa học đầu tiên năm 1824.
Đây là loài gây hại của cây Pterocarpus indicus, phát triển phổ biến ở Seychelles.